# Клочкова Зінаїда Георгіївна
Зінаїда Георгіївна Клочкова (6 жовтня 1903 - 29 червня 1972) — радянська тенісистка, дев'ятикратна чемпіонка СРСР (4 рази в жіночому парному розряді і 5 раз в змішаному парному розряді), заслужений майстер спорту СРСР (1947) .

## Біографія
Зінаїда Клочкова почала грати в теніс в 19-річному віці .
У 1927-1947 роках Зінаїда Клочкова 12 разів виступала у фіналах чемпіонату СРСР з тенісу в жіночому парному розряді, перемігши в чотирьох з них (1935, 1936, 1938, 1940). Крім цього, в 1925-1944 роках вона 10 разів виступала у фіналах чемпіонату СРСР в змішаному парному розряді, здобувши перемогу в п'яти з них (1927, 1932, 1934, 1938, 1944) . У 1928 році вона була фіналісткою жіночих парних змагань Всесоюзної спартакіади, тенісний турнір якої згодом увійшов в статистику як чемпіонату СРСР з тенісу 1928 року .
У 1927-1946 роках Зінаїда Клочкова сім разів входила в список найсильніших тенісисток СРСР, найкраще місце - друге (в 1934 році)  . У 1947 році їй було присвоєно звання заслуженого майстра спорту СРСР  .
Початок Великої Вітчизняної війни застав Зінаїду Клочкову в Ленінграді - якраз за день до цього там почався тенісний матч Ленінград-Україна, який залишився незавершеним. Щоб допомагати пораненим на фронті бійцям, Клочкова вирішила стати медсестрою і записалася на курси. Вона згадувала: «Після закінчення курсів лікувальної фізкультури я пішла працювати в госпіталь, де для мене все було незвичним. У перші дні роботи мені здалося, що для мене в настільки напруженому і важкому житті лікувального закладу немає місця». Але через кілька місяців ситуація змінилася, і в лютому 1943 року « Ленінградська правда » писала, що «хірурги жартома називали Клочкову" чарівницею "», а «новоприбулі поранені швидко дізнавалися від товаришів, що ось у тій сестриці, високій блондинці Зіни, дивно легка рука »  .
Зінаїда Клочкова була прообразом лікаря Анни Андріївни Соболєвої - героїні фільму Сергія Герасимова « Люди і звірі »  .
Вона була тренером ряду відомих радянських тенісистів, в тому числі Наталії Ветошнікової, Ігоря Джелепова, Андрія Наседкіна і Ірини Яріциної . Була одружена з радянським тенісистом В'ячеславом Мультіно .
Зінаїда Клочкова померла 29 червня 1972 року . У 2007 році вона була включена до Залу російської тенісної слави .

## Виступи на турнірах

### Фінали чемпіонату СРСР

#### Парний розряд: 12 фіналів (4 перемоги - 8 поразок)
| Результат | №  | Рік  | Турнір         | Партнерка           | Суперниці                         | Рахунок        |
| поразка   | 1. | 1927 | Чемпіонат СРСР | Таміра Суходольська | Олена Александрова Ніна Теплякова | 4-6, 6-8       |
| поразка   | 2. | 1928 | Чемпіонат СРСР | Таміра Суходольська | Ольга Федорівська Валентина Шлупп | 4-6, 3-6       |
| поразка   | 3. | 1932 | Чемпіонат СРСР | Марія Мейєр         | Олена Александрова Софія Мальцева | 6-8, 6-4, 4-6  |
| перемога  | 1. | 1935 | Чемпіонат СРСР | Еллен Тис           | О. Капшанінова Марія Мейер        | 6-1, 6-4       |
| перемога  | 2. | 1936 | Чемпіонат СРСР | Еллен Тис           | Ольга Ольсен Ніна Теплякова       | 4-6, 6-4, 6-2  |
| поразка   | 4. | 1937 | Чемпіонат СРСР | Еллен Тис           | Тетяна Налимова Ксенія Сидоренко  | 3-6, 4-6       |
| перемога  | 3. | 1938 | Чемпіонат СРСР | Галина Коровіна     | Тетяна Налимова Еллен Тис         | 11-9, 3-6, 6-4 |
| поразка   | 5. | 1939 | Чемпіонат СРСР | Галина Коровіна     | Тетяна Налимова Еллен Тис         | 11-9, 4-6, 4-6 |
| перемога  | 4. | 1940 | Чемпіонат СРСР | Галина Коровіна     | Тетяна Налимова Еллен Тис         | 6-3, 7-9, 6-3  |
| поразка   | 6. | 1945 | Чемпіонат СРСР | Надія Белоненко     | Галина Коровіна Тетяна Налимова   | 3-6, 3-6       |
| поразка   | 7. | 1946 | Чемпіонат СРСР | Ольга Калмикова     | Галина Коровіна Тетяна Налимова   | 6-2, 3-6, 3-6  |
| поразка   | 8. | 1947 | Чемпіонат СРСР | Надія Белоненко     | Галина Коровіна Тетяна Налимова   | 3-6, 2-6       |

#### Змішаний парний розряд: 10 фіналів (5 перемог - 5 поразок)
| Результат | №  | Рік  | Турнір         | Партнер             | Суперники                           | рахунок        |
| поразка   | 1. | 1925 | Чемпіонат СРСР | Євген Кудрявцев     | Олена Александрова Євген Тихонов    | 6-8, 6-1, 3-6  |
| перемога  | 1. | 1927 | Чемпіонат СРСР | Євген Кудрявцев     | Софія Мальцева Всеволод Вербицький  | 7-5, 6-4       |
| перемога  | 2. | 1932 | Чемпіонат СРСР | В'ячеслав Мультіно  | Марія Мейєр Євген Кудрявцев         | 6-2, 8-6       |
| перемога  | 3. | 1934 | Чемпіонат СРСР | В'ячеслав Мультіно  | Ольга Калмикова Е. Шайєр            | 6-3, 6-1       |
| поразка   | 2. | 1935 | Чемпіонат СРСР | В'ячеслав Мультіно  | Марія Мейер Євген Кудрявцев         | 4-6, 6-4, 8-10 |
| поразка   | 3. | 1936 | Чемпіонат СРСР | В'ячеслав Мультіно  | Тетяна Налимова Євген Кудрявцев     | 7-9, 4-6       |
| поразка   | 4. | 1937 | Чемпіонат СРСР | В'ячеслав Мультіно  | Тетяна Налимова Євген Кудрявцев     | 2-6, 2-6       |
| перемога  | 4. | 1938 | Чемпіонат СРСР | Едуард Негребецький | Тетяна Налимова В'ячеслав Мультіно  | 6-4, 6-2       |
| поразка   | 5. | 1939 | Чемпіонат СРСР | Володимир Лапін     | Тетяна Налимова Едуард Негребецький | 4-6, 7-5, 1-6  |
| перемога  | 5. | 1944 | Чемпіонат СРСР | Микола Озеров       | Галина Коровіна Євген Кудрявцев     | 6-1, 7-5       |